# Endaphis compitalis
Endaphis compitalis är en tvåvingeart som först beskrevs av Boris Mamaev 1973.  Endaphis compitalis ingår i släktet Endaphis och familjen gallmyggor.
Artens utbredningsområde är Uzbekistan. Inga underarter finns listade i Catalogue of Life.